# Balometr
Balometr – przyrząd służący do mierzenia prędkości oraz przepływu gazów, zwłaszcza powietrza w instalacjach wentylacji i klimatyzacji. Odmiana anemometru. Pozwala na szybki pomiar przepływu bez konieczności stosowania metody Log Czebyszewa. Składa się z kaptura pomiarowego osadzonego na specjalnie zaprojektowanym zestawie czujników. W zależności od rozwiązania konstrukcyjnego wartość przepływu objętościowego uzyskuje się na podstawie prędkości przepływu, kompensacji spadku ciśnienia.
Balometry pozwalają na pomiar:
- przepływu powietrza
- prędkości powietrza
- temperatury
- ciśnienia

## Zastosowania
Balometr został zaprojektowany w celu ułatwienia pomiarów i regulacji instalacji wentylacyjnych. Umożliwia szybki bezpośredni pomiar wartości przepływu powietrza bez potrzeby korzystania z metod pośrednich.
Balometr jest używany przez:
- instalatorów – pomiar i regulacja instalacji
- laboratoria – rejestracja parametrów przepływu, regulacja digestoriów
- działy utrzymania ruchu
- inspektorów BHP – kontrola zapewnienia odpowiednich warunków pracy